# Musée national des pâtes alimentaires
Le musée national des pâtes alimentaires (en italien : Museo nazionale delle paste alimentari) est situé au palais Scanderbeg, Piazza Scanderbeg 117, dans le rione Trevi à Rome, en Italie. Il est consacré aux pâtes alimentaires. Le musée est géré par la fondation V. Agnesi qui a pour objectif d'« accroître la connaissance et l'appréciation des pâtes italiennes dans le monde ».
Le musée est constitué de 11 salles qui détaillent les pâtes de blé, leurs origines, fabrication et méthodes de conservation.
Le musée comprend une bibliothèque relative aux pâtes alimentaires.

## Source de la traduction
- (it) Cet article est partiellement ou en totalité issu de l’article de Wikipédia en italien intitulé « Museo nazionale delle paste alimentari » (voir la liste des auteurs).